# Ate
Ate (in greco antico: Ἄτη?, «rovina, inganno, dissennatezza») è una figura minore della mitologia greca.

## Descrizione
Frequentemente induce al peccato di ὕβρις (hýbris), la tracotanza che nasce dalla mancanza di senso della misura.
Ate non tocca il suolo: cammina leggera sul capo dei mortali e degli stessi dei, inducendoli in errore.
La seguono, senza riuscire mai a raggiungerla, le Litai, le rugose Preghiere, che si prendono cura di coloro cui Ate ha nuociuto nel suo cammino. Quando qualcuno si rivela sordo alle Preghiere, queste si rivolgono al padre Zeus perché faccia perseguitare da Ate chi le ha respinte.
Due sono i miti principali sulle sue origini, differenti l'uno dall'altro:
- Il primo è quello raccontato da Omero, secondo il quale è la figlia di Zeus. A lei Agamennone attribuisce la responsabilità degli eventi che portarono alla disputa con Achille. Lo stesso Agamennone narra che Zeus, quando suo figlio Eracle stava per nascere da Alcmena, si vantò con gli dei Olimpi che il suo prossimo discendente avrebbe regnato su tutti i vicini; sollecitato da Era, il dio ne fece giuramento, non sospettando che sulla sua testa si era in quel momento posata Ate. Era fece in modo che Euristeo, figlio di Stenelo, nascesse prima di Eracle, e questi fu dunque costretto a servire per molti anni il fratellastro. Quando Zeus scoprì l'accaduto, prese Ate per le trecce e la scagliò sulla terra, giurando che non avrebbe mai più rivisto l'Olimpo[3].

Stando allo Pseudo-Apollodoro, Ate atterrò su una collina in Frigia, in una località che assunse il nome della dea. Nello stesso luogo Zeus scaraventò anche il Palladio, e Ilo vi fondò Troia;
- Il secondo mito è quello di Esiodo, secondo il quale Ate è figlia di Eris, dea della Discordia, e strettamente imparentata a un'altra delle sue figlie, Ingiustizia[5]. Questa seconda versione del mito è meno articolata della prima.

Ate ed Eris sono talora confuse. Secondo alcuni non fu Eris, ma Ate, infuriata per non essere stata invitata alle nozze di Peleo e Teti, a lasciar scivolare durante il banchetto una mela d'oro recante la scritta "alla più bella". La mela della discordia generò una disputa fra Era, Atena e Afrodite, poi risolta in favore di quest'ultima con il giudizio di Paride, ponendo le premesse per la guerra di Troia.
Secondo Nonno, Ate fu indotta da Era a convincere il giovane Ampelo, amato da Dioniso, a cavalcare un toro per impressionare il dio; Ampelo fu disarcionato e si ruppe il collo.